# KHAZAD
Il KHAZAD è un cifrario a blocchi a chiave simmetrica progettato nel 2000 da Paulo S. L. M. Barreto e Vincent Rijmen.
1. La dimensione dei blocchi è: 64 bit;
2. Il numero di round è: 8;
3. La dimensione della chiave è: 128 bit.